# Collegio uninominale Sicilia 2 - 09
Il collegio elettorale uninominale Sicilia 2 - 09 è stato un collegio elettorale uninominale della Repubblica Italiana per l'elezione della Camera dei deputati tra il 2017 ed il 2022.

## Territorio
Come previsto dalla legge elettorale italiana del 2017, il collegio era stato definito tramite decreto legislativo all'interno della circoscrizione Sicilia 2.
Era formato dal territorio di 17 comuni: Avola, Buccheri, Buscemi, Carlentini, Cassaro, Ferla, Francofonte, Giarratana, Ispica, Lentini, Monterosso Almo, Noto, Pachino, Palazzolo Acreide, Portopalo di Capo Passero, Pozzallo e Rosolini.
Il collegio era quindi compreso tra la provincia di Ragusa e la provincia di Siracusa.
Il collegio era parte del collegio plurinominale Sicilia 2 - 03.

## Eletti
| Elezione | Elezione | Deputato      | Partito            |
| -------- | -------- | ------------- | ------------------ |
|          | 2018     | Maria Marzana | Movimento 5 Stelle |

## Dati elettorali

### XVIII legislatura
Come previsto dalla legge elettorale, 232 deputati erano eletti con sistema a maggioranza relativa in altrettanti collegi uninominali a turno unico.
| Candidati              | Candidati               | Voti    | %     | Liste                    | Voti    | %     |
| ---------------------- | ----------------------- | ------- | ----- | ------------------------ | ------- | ----- |
|                        | Maria Marzana ✔️ Eletto | 53 028  | 52,77 | Movimento 5 Stelle       | 53 028  | 52,77 |
|                        | Daniela Armenia         | 29 396  | 29,25 | Forza Italia             | 21 012  | 20,91 |
| Lega                   | Daniela Armenia         | 29 396  | 29,25 | 4 774                    | 4,75    |       |
| Fratelli d'Italia      | Daniela Armenia         | 29 396  | 29,25 | 2 550                    | 2,54    |       |
| Noi con l'Italia - UDC | Daniela Armenia         | 29 396  | 29,25 | 1 060                    | 1,05    |       |
|                        | Giovanni Giuca          | 13 037  | 12,97 | Partito Democratico      | 11 630  | 11,57 |
| +Europa                | Giovanni Giuca          | 13 037  | 12,97 | 723                      | 0,72    |       |
| Italia Europa Insieme  | Giovanni Giuca          | 13 037  | 12,97 | 382                      | 0,38    |       |
| Civica Popolare        | Giovanni Giuca          | 13 037  | 12,97 | 302                      | 0,30    |       |
|                        | Paolo Randazzo          | 2 690   | 2,68  | Liberi e Uguali          | 2 690   | 2,68  |
|                        | Corrado Salonia         | 681     | 0,68  | Il Popolo della Famiglia | 681     | 0,68  |
|                        | Manuela Mormina         | 594     | 0,59  | CasaPound                | 594     | 0,59  |
|                        | Luigi Cicero            | 397     | 0,40  | Potere al Popolo!        | 397     | 0,40  |
|                        | Lucia Cristaldi         | 265     | 0,26  | Partito Comunista        | 265     | 0,26  |
|                        | Giovanni Cicciarella    | 234     | 0,23  | Italia agli Italiani     | 234     | 0,23  |
|                        | Anna Catania            | 172     | 0,17  | Partito Valore Umano     | 172     | 0,17  |
| Totale                 | Totale                  | 100 494 | 100   |                          | 100 494 | 100   |
|                        |                         |         |       |                          |         |       |
| Voti non validi        | Voti non validi         | 3 153   | 3,04  |                          |         |       |
| Votanti                | Votanti                 | 103 647 | 61,01 |                          |         |       |
| Elettori               | Elettori                | 169 888 |       |                          |         |       |